# 圣佩德罗-芬什
圣佩德罗-芬什是葡萄牙波尔图区的一个堂区。总面积5.23平方公里，总人口1838人，人口密度351.4人/平方公里。